# Яковлево (Тутаевский район)
В Ярославской области есть ещё три деревни с таким названием.
Яковлево — деревня Фоминского сельского округа Константиновского сельского поселения Тутаевского района Ярославской области .
Деревня находится на юго-востоке сельского поселения, к юго-востоку от Тутаева и посёлка Константиновский. Она стоит на правом берегу Волги (Горьковское водохранилище), между берегом и федеральной трассой Р151 Ярославль—Тутаев. Деревня расположена на возвышенности, круто обрывающейся к узкой полосе заболоченного (подтопленного) берега. Этот обрыв рассекается многочисленными оврагами. Один из таких оврагов с небольшим ручьем ограничивает деревню с юга, другой овраг с северной стороны отделяет деревню от посёлка Микляиха, который также стоит над волжским берегом, выше по течению. На расстоянии около 2 км в юго-восточном направлении, ниже по течению стоит деревня Брянцево. К западу от деревни на федеральной трассе стоят деревни Панино и Ковалево .
Деревня Яковлевская указана на плане Генерального межевания Борисоглебского уезда 1792 года. В 1825 Борисоглебский уезд был объединён с Романовским уездом. По сведениям 1859 года деревня относилась к Романово-Борисоглебскому уезду .
На 1 января 2007 года в деревне Яковлево числилось 6 постоянных жителей . По карте 1975 г. в деревне жило 28 человек. Почтовое отделение, находящееся в посёлке Микляиха, обслуживает в деревне 23 владения .